# Cynorkis angustipetala
Cynorkis angustipetala är en orkidéart som beskrevs av Henry Nicholas Ridley. Cynorkis angustipetala ingår i släktet Cynorkis, och familjen orkidéer.

## Underarter
Arten delas in i följande underarter:
- C. a. amabilis
- C. a. angustipetala
- C. a. bella
- C. a. moramangensis
- C. a. oligadenia
- C. a. oxypetala
- C. a. speciosa
- C. a. tananarivensis